# New Eyes
New Eyes —en español: Nuevos ojos— es el álbum de estudio debut del grupo británico de música electrónica Clean Bandit. Fue lanzado por la discográfica Warner Music Group el 2 de junio de 2014. Contiene sencillos como «A+E», «Mozart's House», «Dust Clears», «Extraordinary», «Real Love», «Stronger» y el éxito mundial «Rather Be». El álbum debutó en la tercera ubicación de la lista de álbumes del Reino Unido.

## Antecedentes
El tema que le da título al álbum «New Eyes», fue escrito en un lugar llamado Nouailles situado en Francia, pero nadie estaba seguro realmente de como poder pronunciarlo y al mánager de la banda, se le ocurrió «re-nombrarlo» con el nombre de «New Eyes» el cual encajaba con la canción más personal del álbum. Por esa razón, decidieron bautizaron al material con el mismo nombre.

## Lista de canciones
Toda la música compuesta y producida por Clean Bandit.
| N.º   | Título                                | Duración |  |
| 1.    | «Mozart's House» (con Love Ssega)     | 3:51     |  |
| 2.    | «Extraordinary» (con Sharna Bass)     | 3:46     |  |
| 3.    | «Dust Clears»                         | 4:26     |  |
| 4.    | «Rather Be» (con Jess Glynne)         | 3:48     |  |
| 5.    | «A+E» (con Nikki B y Kandaka Moore)   | 4:07     |  |
| 6.    | «Come Over» (con Stylo G)             | 3:43     |  |
| 7.    | «Cologne» (con Nikki Cislyn y Javeon) | 4:06     |  |
| 8.    | «Telephone Banking» (con Love Ssega)  | 3:51     |  |
| 9.    | «Up Again» (con Rae Morris)           | 4:21     |  |
| 10.   | «Heart on Fire» (con Elisabeth Troy)  | 4:02     |  |
| 11.   | «New Eyes» (con Lizzo)                | 3:46     |  |
| 12.   | «Birch» (con Eliza Shaddad)           | 4:16     |  |
| 13.   | «Outro Movement III»                  | 2:01     |  |
| 50:28 |                                       |          |  |

| New Eyes – Edición especial con bonus tracks |                                                    |          |  |
| N.º                                          | Título                                             | Duración |  |
| 14.                                          | «Rihanna» (con Noonie Bao)                         | 3:14     |  |
| 15.                                          | «UK Shanty» (con Eliza Shaddad)                    | 3:37     |  |
| 16.                                          | «Nightingale» (con Nikki Cislyn)                   | 2:45     |  |
| 17.                                          | «Nightingale» (Gorgon City Remix)                  | 6:13     |  |
| 18.                                          | «Rather Be» (con Jess Glynne) (The Magician Remix) | 4:35     |  |
| 1:10:18                                      |                                                    |          |  |

| New Eyes – Edición de lujo en DVD |                                      |          |  |
| N.º                               | Título                               | Duración |  |
| 1.                                | «Mozart's House»                     |          |  |
| 2.                                | «Telephone Banking» (con Love Ssega) |          |  |
| 3.                                | «UK Shanty»                          |          |  |
| 4.                                | «A+E»                                |          |  |
| 5.                                | «Nightingale»                        |          |  |
| 6.                                | «Dust Clears»                        |          |  |
| 7.                                | «Rather Be» (featuring Jess Glynne)  |          |  |

| New Eyes – Edición especial Disc 1 |                                                                      |          |  |
| N.º                                | Título                                                               | Duración |  |
| 14.                                | «Real Love» (con Jess Glynne)                                        | 3:39     |  |
| 15.                                | «Stronger»                                                           | 3:42     |  |
| 16.                                | «Show Me Love» (featuring Elisabeth Troy)                            | 3:26     |  |
| 17.                                | «Up Again» (featuring Rae Morris) (Drumsound & Bassline Smith Remix) | 3:28     |  |

## Posiciones en listas
| Lista (2014)                             | Mejor posición |
| ---------------------------------------- | -------------- |
| Australia (Australian Dance Albums)      | 17             |
| Australia (Australian Hitseekers Albums) | 2              |
| Austria (Ö3 Austria)                     | 67             |
| Bélgica (Ultratop flamenca)              | 39             |
| Bélgica (Ultratop valona)                | 35             |
| Países Bajos (Album Top 100)             | 22             |
| Francia (SNEP)                           | 52             |
| Alemania (Offizielle Top 100)            | 31             |
| Hungría (Hungarian Albums) (MAHASZ)      | 7              |
| Irlanda (IRMA)                           | 9              |
| Italia (Italian Albums)                  | 57             |
| Japón (Japanese Albums)                  | 45             |
| Nueva Zelanda (Recorded Music NZ)        | 30             |
| España (PROMUSICAE)                      | 72             |
| Suiza (Schweizer Hitparade)              | 8              |
| Reino Unido (UK Albums Chart)            | 3              |
| Reino Unido (UK Dance Albums)            | 1              |
| Estados Unidos (Billboard 200)           | 180            |

### Certificaciones
| País        | Organismo certificador | Certificación | Ventas certificadas | Ref.   |
| ----------- | ---------------------- | ------------- | ------------------- | ------ |
| Reino Unido | BPI                    | Oro           | 100 000             | [ 22 ] |